# توماس نيكلسون جيبس
توماس نيكلسون جيبس (بالإنجليزية: Thomas Nicholson Gibbs)‏ هو رائد أعمال وسياسي كندي، ولد في 11 مارس 1821 في تيربون في كندا، وتوفي في 7 أبريل 1883 في أوشاوا في كندا. نشط حزبياً في Liberal-Conservative Party ‏. وقد انتخب عضو مجلس الشيوخ الكندي وانتخب عضو مجلس العموم الكندي.